# Sauber C18
Chronologie des modèles
Sauber C17 Sauber C19
La Sauber C18 est la monoplace de Formule 1 engagée par l'écurie Sauber lors de la saison 1999 de Formule 1. Elle est pilotée par le Français Jean Alesi et le Brésilien Pedro Diniz. Cette saison, l'écurie n'emploie pas de pilote d'essais. L'arrivée de Pedro Diniz au sein de l'équipe suisse permet à celle-ci d'obtenir le soutien financier de Parmalat, une chaîne agro-alimentaire italienne.

## Historique
La Sauber C18 s'avère très peu fiable puisqu'elle ne rallie l'arrivée qu'à douze reprises en trente-deux engagements. Le principal défaut de la monoplace est sa boîte de vitesses, cause de la majeure partie des abandons en course. Le moteur Ferrari 047, rebadgé Petronas, est quant à lui très fiable.
Jean Alesi rallie l'arrivée pour la première fois au Grand Prix de Saint-Marin, où il rapporte le point de la sixième place. Il réitère cette performance lors du dernier Grand Prix de la saison, au Japon. Pedro Diniz franchit le drapeau à damiers lors du sixième Grand Prix de l'année, au Canada, où il termine sixième. Le Brésilien réitère cette performance au Grand Prix de Grande-Bretagne et au Grand Prix d'Autriche,.
À la fin de la saison, Sauber termine huitième du championnat des constructeurs avec cinq points, le plus faible résultat de l'écurie suisse depuis son arrivée en Formule 1 en 1993. Pedro Diniz se classe quatorzième du championnat du monde des pilotes avec trois points alors que Jean Alesi est quinzième avec deux points.

## Résultats en championnat du monde de Formule 1
| Saison | Écurie                   | Moteur               | Pneus       | Pilotes     | Courses | Courses | Courses | Courses | Courses | Courses | Courses | Courses | Courses | Courses | Courses | Courses | Courses | Courses | Courses | Courses | Points inscrits | Classement |
| Saison | Écurie                   | Moteur               | Pneus       | Pilotes     | 1       | 2       | 3       | 4       | 5       | 6       | 7       | 8       | 9       | 10      | 11      | 12      | 13      | 14      | 15      | 16      | Points inscrits | Classement |
| ------ | ------------------------ | -------------------- | ----------- | ----------- | ------- | ------- | ------- | ------- | ------- | ------- | ------- | ------- | ------- | ------- | ------- | ------- | ------- | ------- | ------- | ------- | --------------- | ---------- |
| 1999   | Red Bull Sauber Petronas | Petronas SPE-03A V10 | Bridgestone |             | AUS     | BRÉ     | SMR     | MON     | ESP     | CAN     | FRA     | GBR     | AUT     | ALL     | HON     | BEL     | ITA     | EUR     | MAL     | JAP     | 5               | 8e         |
| 1999   | Red Bull Sauber Petronas | Petronas SPE-03A V10 | Bridgestone | Jean Alesi  | Abd     | Abd     | 6e      | Abd     | Abd     | Abd     | Abd     | 14e     | Abd     | 8e      | 16e     | 9e      | 9e      | Abd     | 7e      | 6e      | 5               | 8e         |
| 1999   | Red Bull Sauber Petronas | Petronas SPE-03A V10 | Bridgestone | Pedro Diniz | Abd     | Abd     | Abd     | Abd     | Abd     | 6e      | Abd     | 6e      | 6e      | Abd     | Abd     | Abd     | Abd     | Abd     | Abd     | 11e     | 5               | 8e         |

Légende : ici 